# Kärra
Kärra é um bairro da cidade sueca de Gotemburgo. Atualmente pertence à freguesia administrativa de Norra Hisingen.
Tem cerca de 10 000 habitantes.
Na década de 70, deixou de ser uma zona rural para passar a ser um subúrbio de Gotemburgo.

## Património
Hoje em dia as atividades desportivas têm um papel importante nos tempos livres dos moradores.
Há três clubes mais conhecidos:
- Kärra HF (andebol)
- Kärra KIF (futebol)
- Kärra IBK (hóquei em recinto coberto).

Dispõe de uma piscina (Kärra sim- och sporthall, diariamente chamada Kärrabadet) e de um parque de atividades (Kärra aktivitetspark).
Existem três escolas neste bairro:
- Klarebergsskolan
- Kärra skola
- Lillekärrskolan